# Bahalana abacoana
Bahalana abacoana är en kräftdjursart som beskrevs av Botosaneau och Thomas M. Iliffe 2006. Bahalana abacoana ingår i släktet Bahalana och familjen Cirolanidae. Inga underarter finns listade i Catalogue of Life.